# Belém (kommun i Brasilien, Paraíba, lat -6,72, long -35,50)
Belém är en kommun i Brasilien.   Den ligger i delstaten Paraíba, i den östra delen av landet, 1 700 km nordost om huvudstaden Brasília. Antalet invånare är 17 083.
Följande samhällen finns i Belém:
- Belém

Omgivningarna runt Belém är huvudsakligen savann. Runt Belém är det ganska tätbefolkat, med 120 invånare per kvadratkilometer.